# 魏恩堡
魏恩堡是奥地利下奥地利州圣帕尔滕兰县的一个市镇。总面积10.36平方公里，总人口1290人，人口密度124.5人/平方公里（2005年）。